# Varovalke pri orožju
Varovalke pri orožju ali varnostni zatič je mehanizem, ki se uporablja za preprečitev nenadzorovane sprožitve orožja in s tem za njegovo varnejšo uporabo. Varovalke delimo na dve podskupini in sicer na notranje (uporabnik nima možnosti posredovanja) in zunanje varovalke (omogočajo posredovanje uporabnika na primer, prestavitev zatiča na "on" oziroma "off"). Včasih se imenujejo tudi pasivne oz. aktivne varovalke. In  avtomatične ali ročne .
Orožje, ki daje uporabniku možnost izbire načina streljanja ima lahko ločeni stikali za zaklep oziroma preklop med različninmi načini streljanja.
Ima varnostni zatič integriran v stikalu za različne načine streljanja kot selektor ognja s pozicijami od zaklenjeno, polavtomatsko do avtomatsko.
Nekatera orožja proizvedena v poznih 90-ih letih imajo vgrajene integrirane zaklepne mehanizme, ki morajo biti deaktivirani z unikatnim ključem, preden je s pištolo možno streljati. Ti sistemi so mišljeni zaradi varnosti otrok, v času hrambe orožja brez nadzora, ne pa kot varnostni mehanizem med samim nošenjem orožja. Ostale naprave v tej kategoriji so zaklep sprožilca, cilindrična ključavnica in sefi za orožje.

## Tipična varovalka

### Ročna varovalka
Najbolj običajna oblika varovalke je stikalo, gumb oziroma preklopna ročica, ki v poziciji “zaklenjeno” onemogoča streljanje. Ročne varovalke so tako različnih oblik kot je različnih oblik samo orožje, vendar obstajata dva najbolj pogosta mehanizma. To sta, ročica, ki sprožilcu preprečuje pomikanje in del, ki odklopi sprožilec od sprožilnega mehanizma orožja. Ostale izvedenke lahko tudi blokirajo kladivce pri pomikanju ali pa delujejo kot prepreka pri udarcu kladiva na udarno iglo.
To so najstarejše izvedenke aktivnih varovalnih mehanizmov, ki so v širši uporabi, vendar mnoga  orožja kot so npr. revolverji nimajo ročnih varoval.  Pri revolverjih je potreben daljši in močnejši pritisk na petelina, kar samo po sebi predstavlja adekvatno varovalo, pri tem pa je orožje tudi v položaju, ki je hitreje pripravljeno na strel.

### Varovalka na ročaju
Varovalka na ročaju pištole je nekakšna ročica, ki se nahaja na ročaju orožja in se aktivira s samim držanjem orožja v poziciji za strel. Ima podobno funkcijo kot ročna varovalka, vendar je to deaktivirano le v tistem času, ko strelec orožje drži za ročaj in se ponovno aktivira takoj ko orožje izpusti.
M1911 je popularna verzija pištole s takšno varovalko. Prav tako Uzi, avtomatska pištola.
Sorodno izvedenko je najti pri nekaterih  H&K pištolah, kot so P7 Serije , ki jo lahko sprožimo samo takrat ko je sprednji del ročaja pištole stisnjen. Ko se ga izpusti, je sprožilec blokiran. Streljati je mogoče samo takrat ko strelec pištolo drži v roki, jo stiska za ročaj in hkrati pritiska na sprožilec.
Podobna, manj običajna varianta se nahaja pri polavtomatskih pištolah Ortgies.  Za sprostitev varovalke mora uporabnik stisniti ročico, dokler se ta ne poklopi z zadnjim delom ročaja pištole. Ročica je potem sproščena dokler je uporabnik ne aktivira s pritiskom na gumb pod zaklepom, s čimer se zaradi pritiska vzmeti udarne igle znova vrne v prvotni položaj ter tako sprosti nekaj napetosti v vzmeti. Ta lastnost je zelo dobrodošla, ker je Ortiges žepna pištola, namenjena osebni varnosti in torej s tem odpravlja problem sprostitve varovalke, ko nekdo mora streljati s pištolo. Trden stisk pištole za ročaj, je vse kar je potrebno, da sprostimo varovalko.